# Codere (Unternehmen)

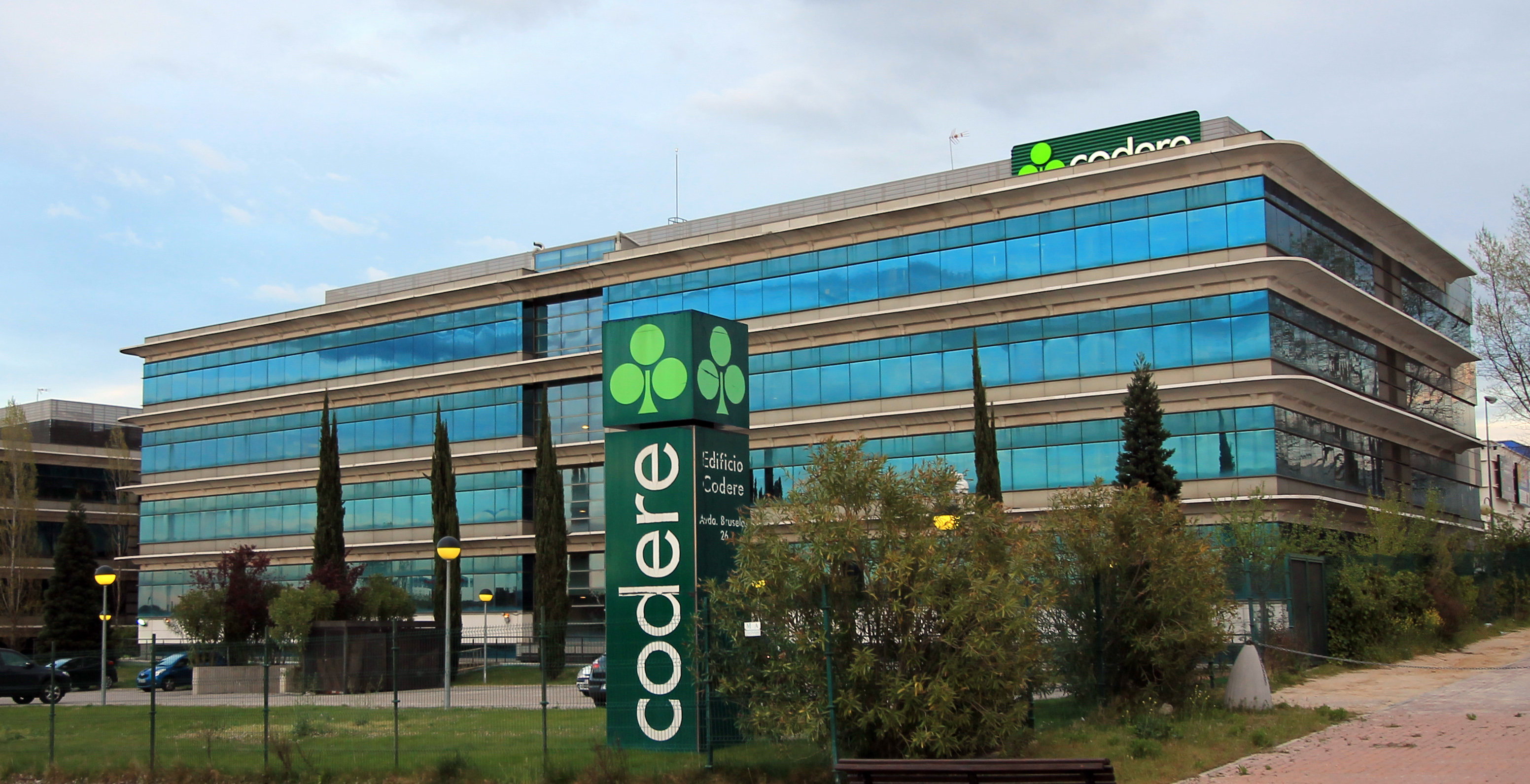
Hauptsitz des Unternehmens

Codere ist ein börsennotierter spanischer Glücksspielanbieter. Codere wurde 1980 von der Martínez Sampedro-Familie und den Franco-Brüdern, einem Hersteller von Spielautomaten, gegründet. Bereits ab 1982 betrieb das Unternehmen über 3000 Automaten und expandierte ab 1983, ausgehend von Madrid, nach Katalonien und die Region Valencia. Bald darauf folgte der Rest Spaniens und Teile Lateinamerikas. Der reine Betrieb von Spielautomaten wurde gleichzeitig um Wettgeschäfte und den Kasinobetrieb erweitert. Darüber hinaus betreibt Codere heute Spielhallen, Pferderennbahnen und Online-Casinos.